# Esther Elo Joseph
Pour les articles homonymes, voir Joseph.
Esther Elo Joseph (née le 4 avril 2003) est une athlète nigériane, spécialiste du 400 mètres.

## Biographie
En 2024, elle remporte deux médailles lors des Jeux africains d' Accra au Ghana : l'argent sur 400 m en portant son record personnel à 51 s 61, et l'or au titre du relais 4 × 400 m. Elle est aussi médaillée d'or du relais 4 × 400 m et médaillée de bronze sur 400 m aux Championnats d'Afrique d'athlétisme 2024 à Douala.

## Palmarès
| Date | Compétition            | Lieu   | Résultat | Épreuve   | Marque        |
| ---- | ---------------------- | ------ | -------- | --------- | ------------- |
| 2024 | Jeux africains         | Accra  | 2e       | 400 m     | 51 s 61       |
| 2024 | Jeux africains         | Accra  | 1re      | 4 × 400 m | 3 min 27 s 29 |
| 2024 | Championnats d'Afrique | Douala | 3e       | 400 m     | 51 s 94       |
| 2024 | Championnats d'Afrique | Douala | 1re      | 4 × 400 m | 3 min 27 s 31 |

## Records
| Épreuve | Marque  | Lieu  | Date         |
| ------- | ------- | ----- | ------------ |
| 400 m   | 51 s 61 | Accra | 20 mars 2024 |